# Okrasin (Gołdap)
Okrasin (deutsch Kettenberg) ist ein Ort in der polnischen Woiwodschaft Ermland-Masuren, der zur Stadt- und Landgemeinde Gołdap (Goldap) im Kreis Gołdap gehört.
Okrasin liegt im Nordosten der Woiwodschaft Ermland-Masuren, 14 Kilometer südwestlich der Kreisstadt Gołdap (Goldap). Durch den Ort verläuft die polnische Woiwodschaftsstraße 650, die die beiden Kreisstädte Gołdap und Węgorzewo (Angerburg) miteinander verbindet. Südlich des Ortes verläuft die Trasse der einstigen Bahnstrecke Angerburg–Goldap, deren nächstgelegene Bahnstation bis 1945 Bodschwingken (1938 bis 1945: Herandstal, polnisch: Boćwinka) war und heute nicht mehr betrieben wird.
Das einstige Kettenberg wurde im Jahre 1826 gegründet und bestand aus einem größeren Gut. Bis 1945 war der Ort eine Ortschaft in der Landgemeinde Bodschwingken (ab 1938: Herandstal) im Kreis Goldap im Regierungsbezirk Gumbinnen der preußischen Provinz Ostpreußen.
In Kriegsfolge kam Kettenberg 1945 mit dem gesamten südlichen Ostpreußen zu Polen und erhielt die polnische Namensform „Okrasin“. Heute bildet der Ort eine kleine Ortschaft im Verbund der Stadt- und Landgemeinde Gołdap im Powiat Gołdapski innerhalb der Woiwodschaft Ermland-Masuren.
Kirchlich war Kettenberg bis 1945 zur evangelischen Kirche in Grabowen (1938 bis 1945: Arnswald, polnisch: Grabowo) bzw. zur katholischen Pfarrkirche in Goldap ausgerichtet.
Heute ist das einst evangelische Gotteshaus in Grabowo katholische Pfarrkirche, und die evangelischen Kirchenglieder gehören nach Gołdap.